# KLM-vlucht 867
KLM-vlucht 867 was een lijnvlucht van Luchthaven Schiphol naar Luchthaven Narita te Narita in de prefectuur Chiba te Japan. Op 15 december 1989 vloog het toestel over Alaska en belandde in de aswolken van de vulkaan Mount Redoubt die enige dagen tevoren actief was geworden. De FAA had weliswaar een algemene waarschuwing uitgevaardigd, maar het werd aan luchtvaartmaatschappijen overgelaten daar iets mee te doen. De route van het KLM-toestel was niet gewijzigd. 
Als gevolg van de binnendringende, uiterst fijne vulkaanas dreigde een ramp. Alle vier de motoren vielen uit, er was vrijwel geen zicht meer, en belangrijke boordapparatuur functioneerde niet meer. De Boeing 747 verloor snel hoogte en zakte van 25.000 naar 12.000 voet. Op die hoogte lukte het de bemanning ten slotte om twee motoren weer op te starten. De geplande tussenlanding te Anchorage werd daarna alsnog succesvol uitgevoerd. 
Niemand raakte tijdens het incident gewond, maar de schade aan het toestel bleek aanzienlijk (circa 80 miljoen dollar) en het moest lange tijd aan de grond blijven. De internationale luchtvaart heeft uit het gebeurde lering getrokken; zo richtte de Internationale Organisatie voor Burgerluchtvaart (ICAO) in 1995 een netwerk van "Adviescentra voor Vulkanische As" (VAAC's) op.

## Transcript
De volgende communicatie vond plaats tussen het Anchorage Center, de luchtverkeersleiding voor dat gebied, en de piloot van de KLM:
- Piloot — ‘‘KLM 867 heavy is reaching level 250 heading 140’’
- Anchorage Center — ‘‘Okay, Do you have good sight on the ash plume at this time?’’
- Piloot — ‘‘Yea, it’s just cloudy it could be ashes. It’s just a little browner than the normal cloud.’’
- Piloot — ‘‘We have to go left now. . . it’s smoky in the cockpit at the moment, sir.’’
- Anchorage Center — ‘‘KLM 867 heavy, roger, left at your discretion.’’
- Piloot — ‘‘Climbing to level 390, we’re in a black cloud, heading 130.’’
- Piloot — ‘‘KLM 867 we have flame out all engines and we are descending now!’’
- Anchorage Center — ‘‘KLM 867 heavy, Anchorage?’’
- Piloot — ‘‘KLM 867 heavy, we are descending now. . . we are in a fall!’’
- Piloot — ‘‘KLM 867, we need all the assistance you have, sir. Give us radar vectors please!’’

## Galerij

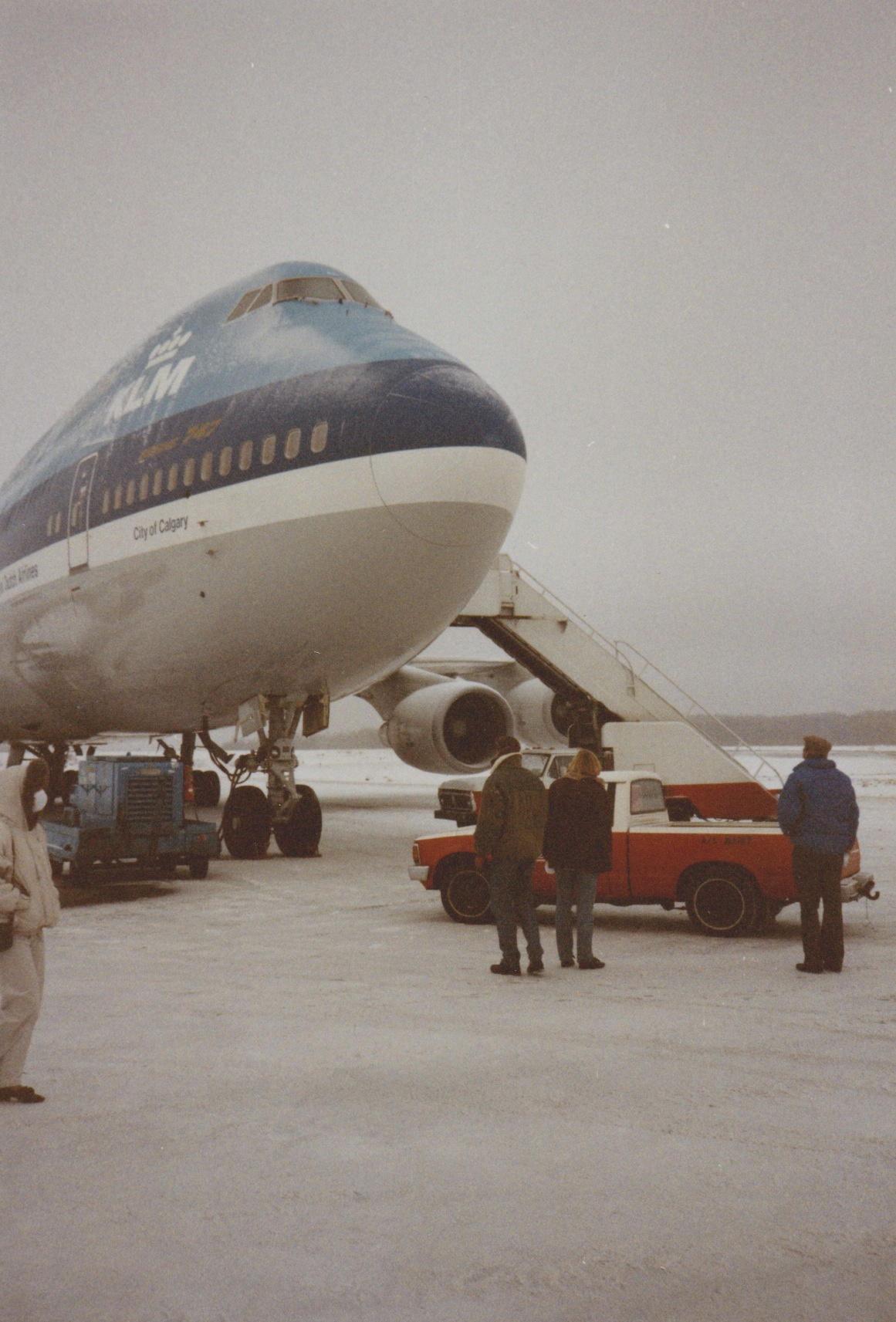
De schade aan de Boeing 747-400 wordt geïnspecteerd
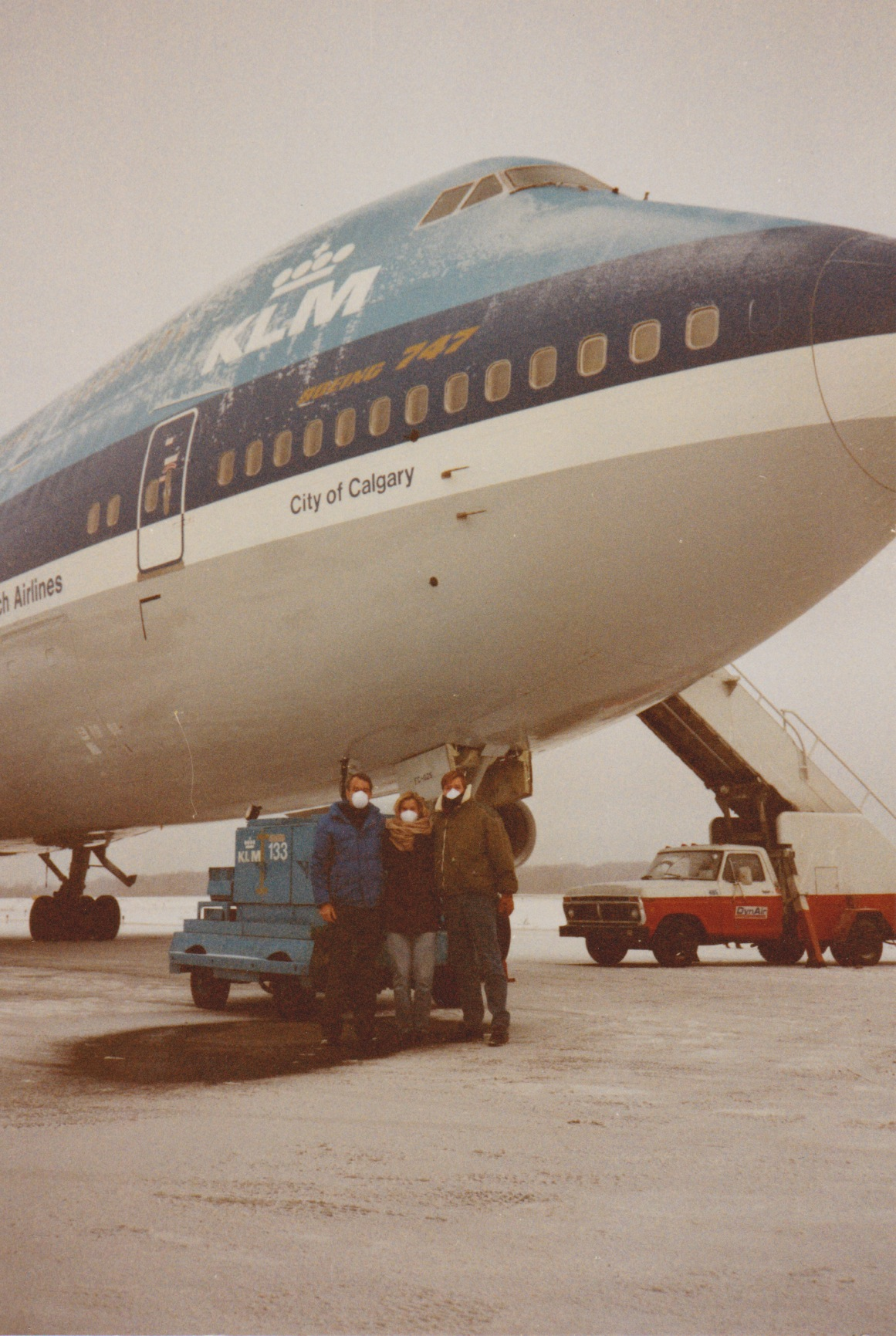
De cockpit crew poseert bij het neuswiel van het beschadigde vliegtuig
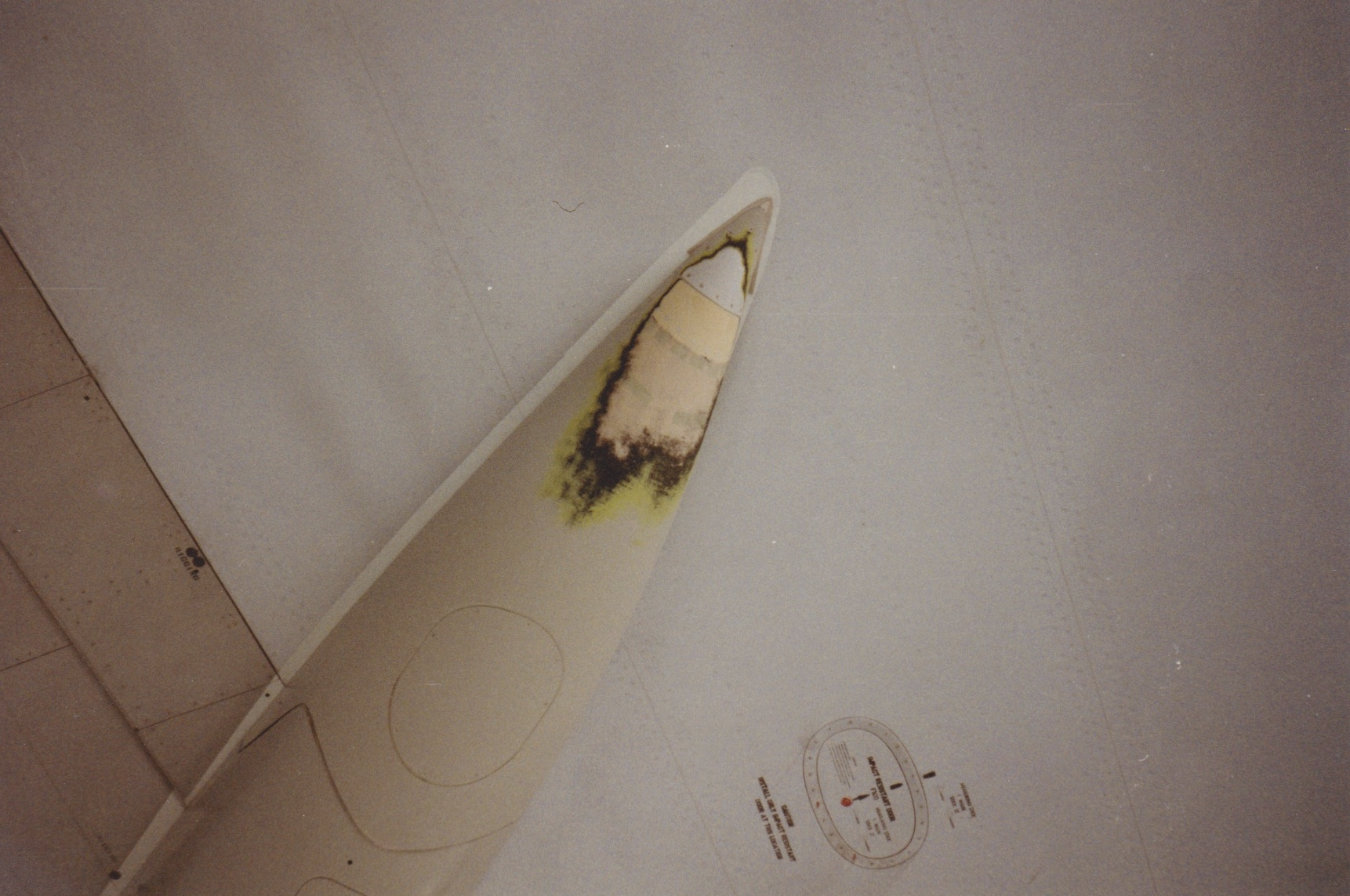
Schade aan het vliegtuig veroorzaakt door de aswolk